# وزارة التخطيط والتعاون الدولي (فلسطين)
وزارة التخطيط والتعاون الدولي الفلسطينية هي إحدى الوزرات الفلسطينية، أنشئت عام 1994 لتعنى بشؤون التخطيط الداخلي والخارجي للحكومة الفلسطينية وتعزيز التعاون مع دول العالم في شتى المجالات.

## التاريخ
في 8 أغسطس 1994 صدر القرار رقم (26) للعام 1994 عن رئيس السلطة الوطنية الفلسطينية ياسر عرفات يقضي بتشكيل "وزارة التخطيط والتعاون الدولي".
مُنذ الحكومة الفلسطينية السادسة في عام 2003 أصبح اسمها "وزارة التخطيط" بعد أن أُنيطت شؤون التعاون الدولي بوزارة الشؤون الخارجية الفلسطينية.
في عام 2009 ومُنذ الحكومة الفلسطينية الثالثة عشر أصبحت الوزارة بمسمى "وزارة التخطيط والتنمية الإدارية".
وفي عام 2014 وُمنذ الحكومة الفلسطينية السابعة عشر دُمجت الوزارة ضمن وزارة المالية لتصبحا وزارة واحدة باسم "وزارة المالية والتخطيط".
في عام 2019 ومُنذ  الحكومة الثامنة عشرة الفلسطينية جرى إلغاء الوازرة وإعادة "وزارة المالية والتخطيط" إلى "وزارة المالية"، وفق القرار بقانون رقم (15) لعام 2019 الصادر بتاريخ 1 يوليو 2019 عن الرئيس الفلسطيني محمود عباس بناءً على تنسيب مجلس الوزراء الفلسطيني.
في مارس 2024 جرى إعادة تفعيل "وزارة التخطيط والتعاون الدولي" ضمن الحكومة الفلسطينية التاسعة عشرة (حكومة محمد مصطفى).

## وزراء الوزارة
| الرقم                                     | الاسم                        | صورة                         | تاريخ البدء                  | تاريخ الانتهاء               | ملاحظات                      |
| وزير التخطيط والتعاون الدولي              | وزير التخطيط والتعاون الدولي | وزير التخطيط والتعاون الدولي | وزير التخطيط والتعاون الدولي | وزير التخطيط والتعاون الدولي | وزير التخطيط والتعاون الدولي |
| ----------------------------------------- | ---------------------------- | ---------------------------- | ---------------------------- | ---------------------------- | ---------------------------- |
| 1                                         | نبيل شعث                     |                              | 5 يوليو 1994                 | 30 أبريل 2003                |                              |
| وزير التخطيط                              |                              |                              |                              |                              |                              |
| 2                                         | نبيل قسيس                    |                              | 30 أبريل 2003                | 7 أكتوبر 2003                |                              |
| 3                                         | سلام فياض                    |                              | 7 أكتوبر 2003                | 12 نوفمبر 2003               |                              |
| 4                                         | نبيل قسيس                    |                              | 12 نوفمبر 2003               | 24 فبراير 2005               |                              |
| 5                                         | غسان الخطيب                  |                              | 24 فبراير 2005               | 29 مارس 2006                 |                              |
| 6                                         | سمير أبو عيشة                |                              | 29 مارس 2006                 | 15 يونيو 2007                |                              |
| 7                                         | سمير عبد الله                |                              | 15 يونيو 2007                | 19 مايو 2009                 |                              |
| وزير التخطيط والتنمية الإدارية            |                              |                              |                              |                              |                              |
| 8                                         | علي الجرباوي                 |                              | 19 مايو 2009                 | 16 مايو 2012                 |                              |
| وزير دولة لشؤون التخطيط والتنمية الإدارية |                              |                              |                              |                              |                              |
| —                                         | محمد أبو رمضان               |                              | 16 مايو 2012                 | 2 يونيو 2014                 |                              |
| وزير المالية والتخطيط                     |                              |                              |                              |                              |                              |
| —                                         | شكري بشارة                   |                              | 2 يونيو 2014                 | 1 يوليو 2019                 |                              |
| وزير التخطيط والتعاون الدولي              |                              |                              |                              |                              |                              |
| —                                         | شاغر                         |                              | 1 يوليو 2019                 | 31 مارس 2024                 |                              |
| 9                                         | وائل زقوت                    |                              | 31 مارس 2024                 | 22 مايو 2025                 |                              |
|                                           | سماح حمد                     |                              | 22 مايو 2025                 | 23 يونيو 2025                | مُسيرة أعمال                  |
| 10                                        | اسطيفان سلامة                |                              | 23 يونيو 2025                | لا يزال                      |                              |